# Musée du Temps
Le musée du Temps de Besançon est un musée d'histoire et horlogerie situé à Besançon (capitale de l'horlogerie) dans le département du Doubs en région Bourgogne-Franche-Comté, installé dans un des plus beaux palais de la ville, le Palais Granvelle.

## Le palais Granvelle
Ce palais a été bâti de 1532 à 1540 en s'inspirant de la Renaissance italienne. Il porte le nom de Granvelle, illustre famille de la région. En effet, le palais a été construit pour Nicolas Perrenot, seigneur de Granvelle, qui fut garde des sceaux et premier conseiller de l’empereur Charles Quint. Son fils Antoine, né en 1517, a travaillé lui aussi au service de l’empereur puis de son fils, Philippe II d'Espagne.
Les Granvelle rassembleront dans leur résidence bisontine d’importantes collections d’art et de livres. Ces trésors seront inventoriés au XVIIe siècle par l’abbé Boisot, qui exprimera la volonté de les rendre accessibles à tous. Ils formeront la première collection publique en France et seront à l’origine de la bibliothèque et du musée des beaux-arts de Besançon, plus ancien musée de France.
Le palais connaîtra les fastes tant qu’il restera la propriété de la famille. Mais à la suite de l’extinction de la lignée, en 1637, il subit de lentes dégradations. Après la conquête française de 1674, le bâtiment sera loué et mis à disposition des gouverneurs. Louis XIV y sera accueilli en 1683, ce qui lui vaut le titre de « Louvre » durant son séjour. En 1712, le palais devient propriété de la ville et connaît une intense activité culturelle. Il héberge l’Académie de Musique, la salle de la Comédie et l’Académie des Sciences, Belles-Lettres et Arts.

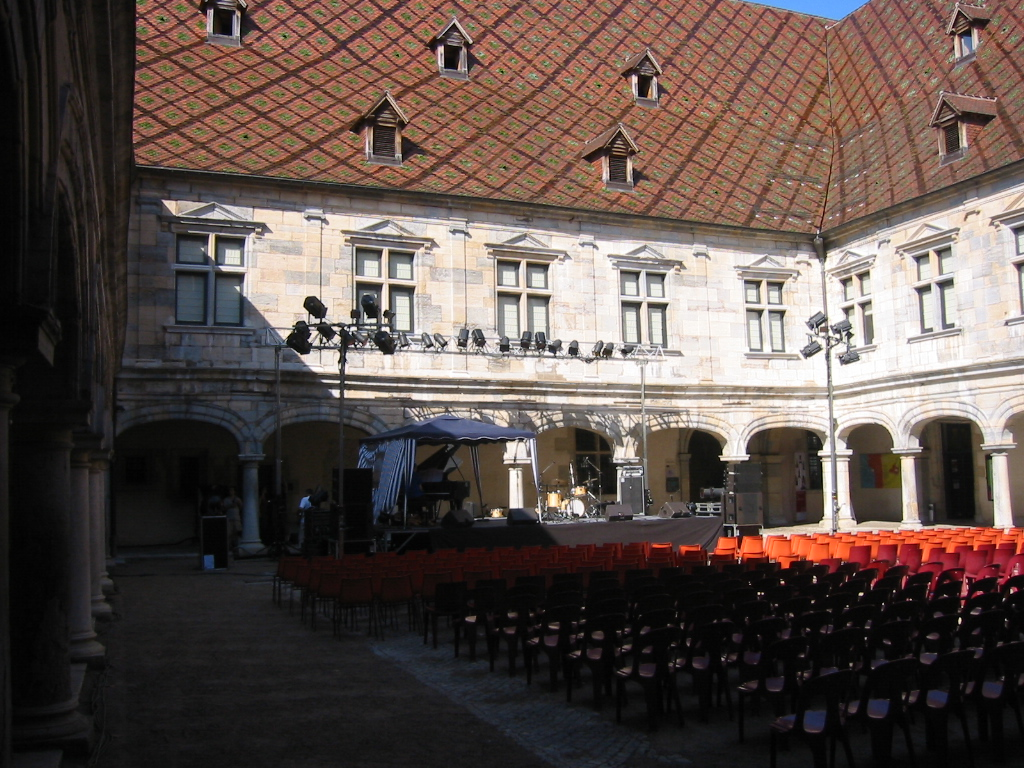
Cour intérieure du palais Granvelle

Mais le bâtiment continue de se dégrader. Sous la Révolution, il est vendu à un particulier et, durant le XIXe siècle, sert d’immeuble locatif. Classé monument historique en 1842, il est racheté en 1864 par la municipalité. Eugène Viollet-le-Duc, alors inspecteur des Monuments historiques, visite l’édifice en 1870. Immédiatement, il voit grand : le bâtiment est superbe, conçu pour abriter des œuvres d’art, pour accueillir les musées de la ville… Mais son projet est coûteux. D’autres projets voient le jour (comme le transfert de l’hôtel de ville). Finalement, dans les années 1950, le musée d’histoire de la ville s’y installe. De modestes campagnes de restauration vers 1920 et 1960 ne régleront pas les importants problèmes de toiture et de structure.
La dernière décennie du XXe siècle représente un véritable tournant dans la gestion et la valorisation de ce prestigieux édifice.
De 1990 à 1997, la restauration des toitures est réalisée. La belle toiture en tuile vernissée est reconstituée et sa charpente en chêne révisée.

## Besançon, de l'horlogerie aux microtechniques
À la fin du XVIIIe siècle, l’industrie horlogère suisse est frappée par le chômage et ses horlogers franchissent une frontière encore poreuse pour s’installer à Besançon. La France encourage et entérine ce mouvement d’immigration par un décret qui, en 1793, permet l'arrivée en provenance du Locle (haut lieu de l'industrie horlogère suisse, à deux pas de la zone frontalière Française de Morteau en Franche-Comté) de Laurent Mégevand, un négociant suisse en horlogerie qui va fonder à Besançon la Manufacture Française d’Horlogerie à Besançon. Laurent Mégevand veut concurrencer l'industrie suisse et développer ses propres idées en matière de développement de l'industrie horlogère (dont les Suisses n'ont pas voulu) grâce à l'appui de membres royalistes éminents de l'assemblée constituante tel que le comte Mirabeau, le marquis Nicolas de Condorcet et Pierre-Joseph Briot (fondateur du Club Jacobin de Besançon). Il développe notamment le concept de sous-traitance en faisant fabriquer les divers éléments constitutifs de la montre par divers ateliers locaux. Il fait faillite en 1798 mais l'industrie horlogère de Besançon et de la Franche-Comté est solidement lancée.
La colonie suisse (installation à Besançon et en Franche-Comté d'environ 700 horlogers suisses) mettra près d’un siècle à s’enraciner. C’est seulement vers 1860 que l’on peut considérer la greffe comme réussie : l’industrie horlogère bisontine s’impose alors dans les Expositions universelles de la fin du siècle ; l’École d’horlogerie est fondée en 1860. Besançon devient alors véritablement la capitale de la montre française avec environ 400 ateliers d'horlogerie répartis sur son territoire. Créé en 1882, l’Observatoire de Besançon a pour vocation première de donner l’heure juste : l’heure s’affichait à l’hôtel de ville, les horlogers de la région venaient la prendre le matin. Besançon devient alors la capitale de l’horlogerie française. À la fin du XIXe siècle, la recherche universitaire va à la rencontre des techniciens horlogers. La vocation scientifique et technique de Besançon en matière de mesure du temps se fonde alors solidement sur ses bases horlogères.
Dans les années 1970, le développement des centres horlogers de l’Extrême-Orient et la concurrence acharnée de la Suisse mettent Besançon en difficulté. Mais c’est sans compter sur les savoir-faire en matière de mécanique de précision qui ont permis de développer des secteurs porteurs d’avenir : l’optique, l’électronique, l’acoustique, le thermique, le pneumatique, l’automatisme, la productique, le génie biomédical… Aujourd’hui, Besançon est le pôle européen des microtechniques et le pôle mondial des temps-fréquence.

## Le musée du Temps

### Naissance du musée
Dès la fin du XIXe siècle, suivant l’exemple des musées suisses, Besançon envisage de créer un musée d’horlogerie. Des collections sont constituées ; les tentatives nombreuses pour créer une structure muséographique autonome se heurtent aux difficultés rencontrées par l’industrie horlogère elle-même. Mais l’idée d’un musée qui rende hommage à la mémoire collective bisontine, mémoire liée à la mesure du temps, apparaît de manière récurrente.
Dans les années 1980, la rencontre d’une volonté des élus et d’un projet scientifique fait alors mûrir le concept de musée du Temps. Ce projet a pour objet de mettre en synergie deux fonds de collections municipales :
- d’une part, les collections d’horlogerie, constituées par le musée des Beaux-Arts depuis environ 150 ans : montres, cadrans solaires, sabliers, collections enrichies à partir des années 1950 par l’ensemble des moyens de mesure du temps.
- d’autre part, les fonds réunis par le musée d’Histoire (tableaux, gravures) complétés à partir des années 1980 par la création d’un département d’histoire industrielle, attirant de nouvelles collections d’horlogerie.

Le thème du temps, fédérateur de l’histoire et de l’horlogerie, s’impose et pousse à la création, sur ces bases, d’un nouveau musée : le musée du Temps. La municipalité de Besançon, ensuite soutenue dans son initiative par l’Union européenne, le ministère de la Culture (Direction des musées de France et Direction de l’Architecture et du Patrimoine), le ministère de la Recherche, la région et le département, décide en 1987 la création de ce nouveau musée qui n’a pas d’équivalent en Europe, en lieu et place du musée d'Histoire de Besançon qui a donc fermé en 1988 pour laisser place aux travaux de rénovation, menés par Pascal Prunet, architecte en chef des Monuments historiques.
À la suite d'un concours d'architecture en 1997, l'équipe de muséographie menée par Nathalie Giroud et François Haton a été choisie pour l'ensemble du musée. Une première tranche du projet a été réalisée à partir de décembre 2000 et inaugurée en juin 2002.

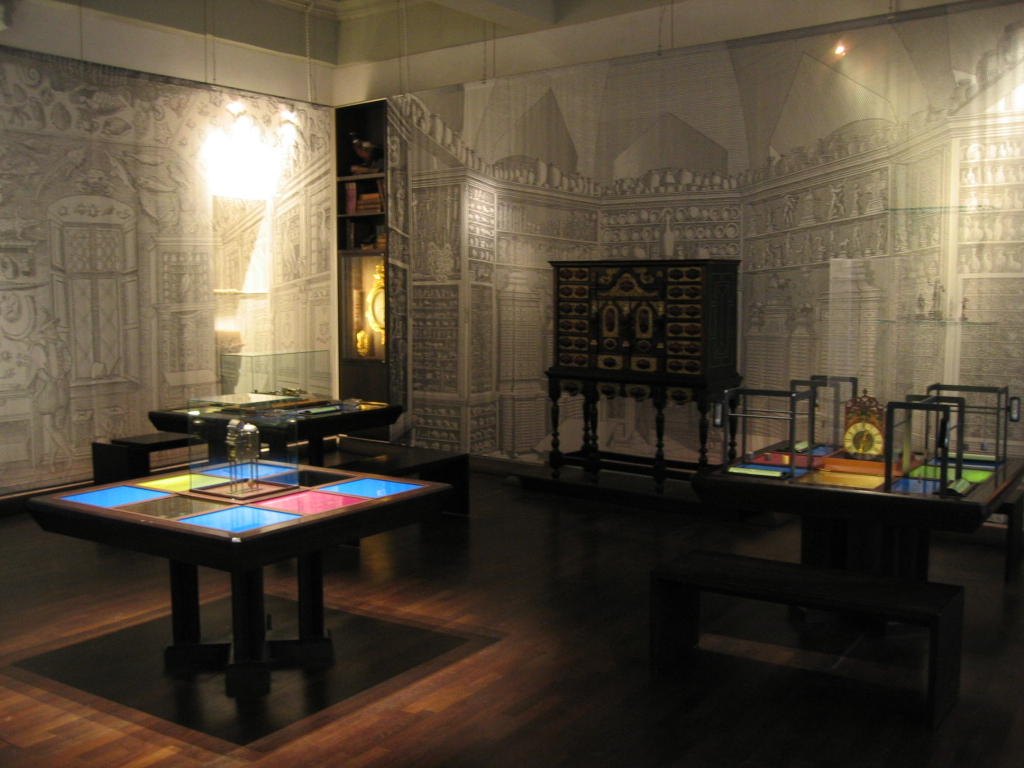
[Quoi ?]
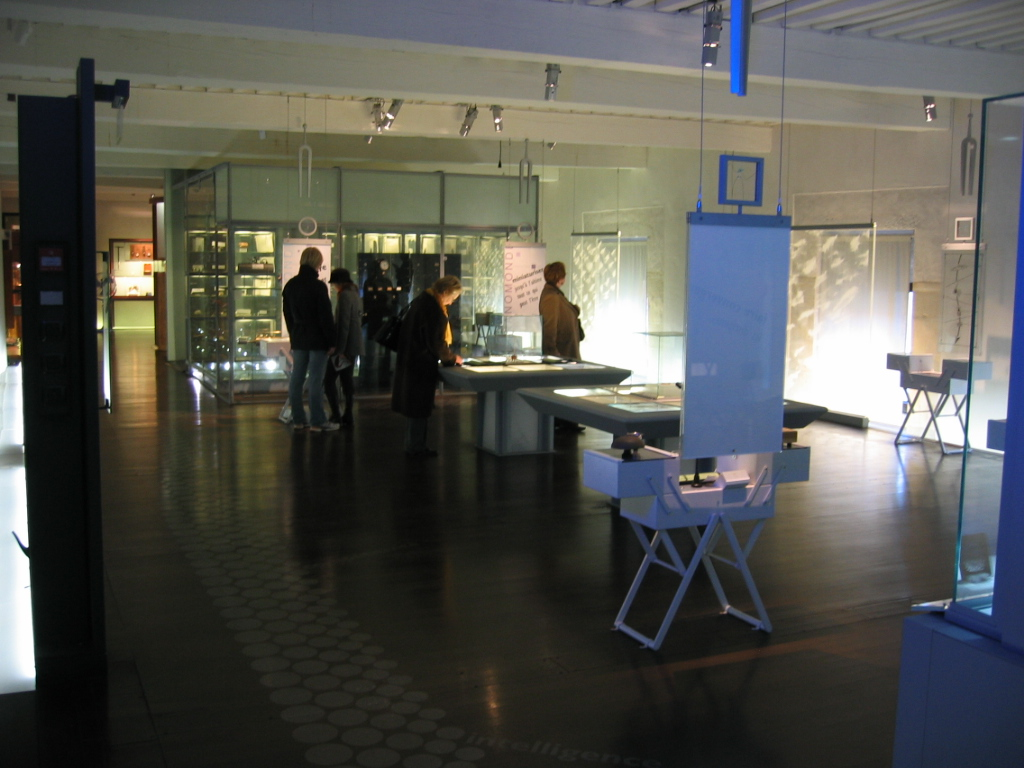
[Quoi ?]
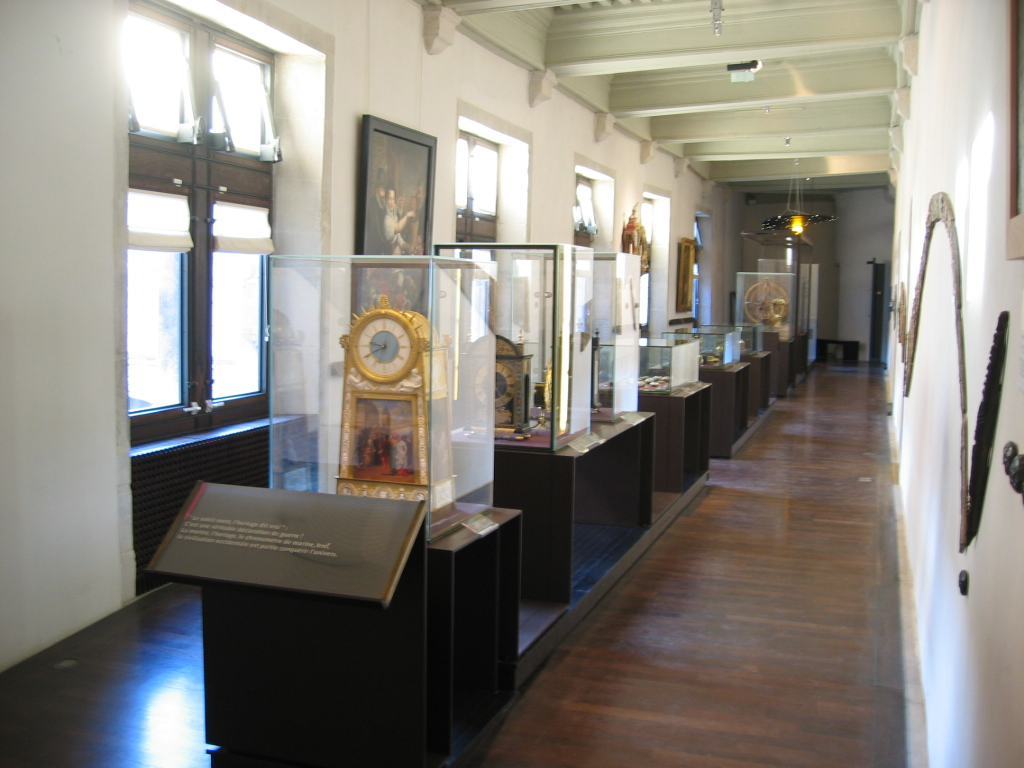
La galerie de la mesure du temps
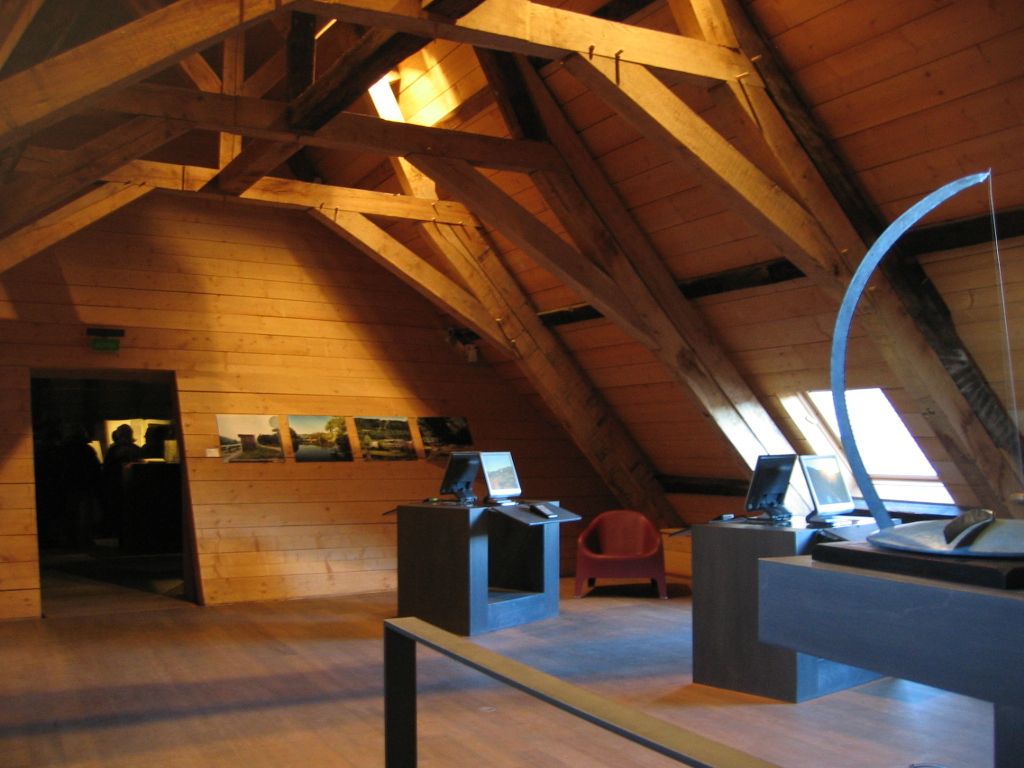
Les combles, un lieu d'expositions temporaires
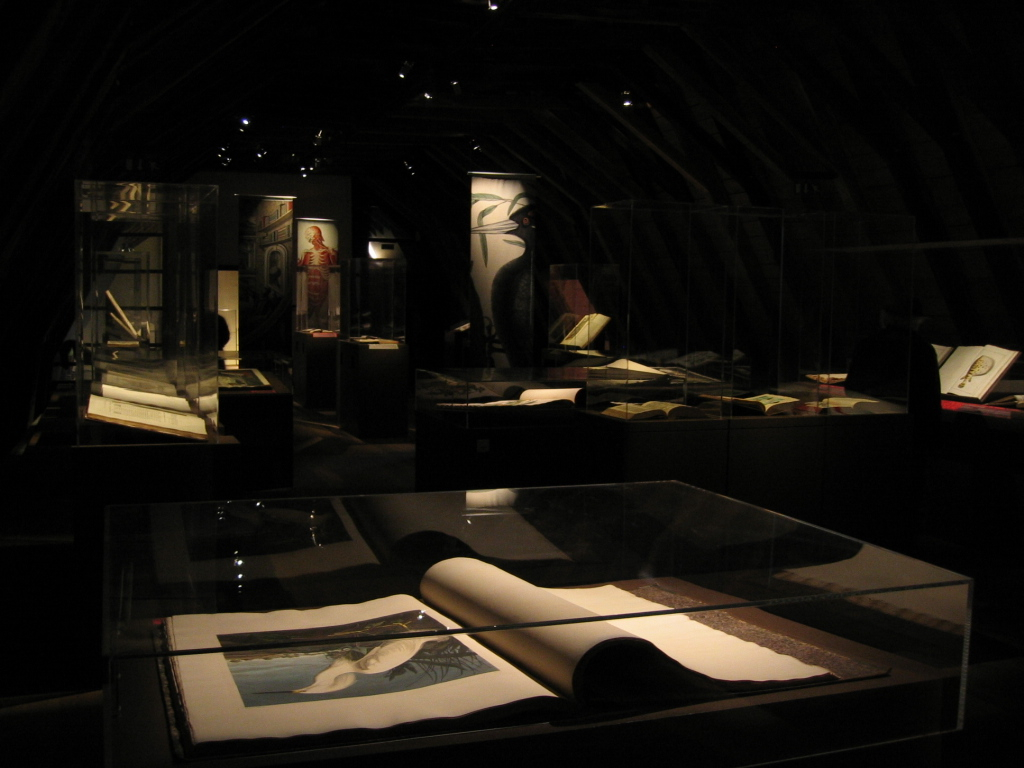
[Quoi ?]
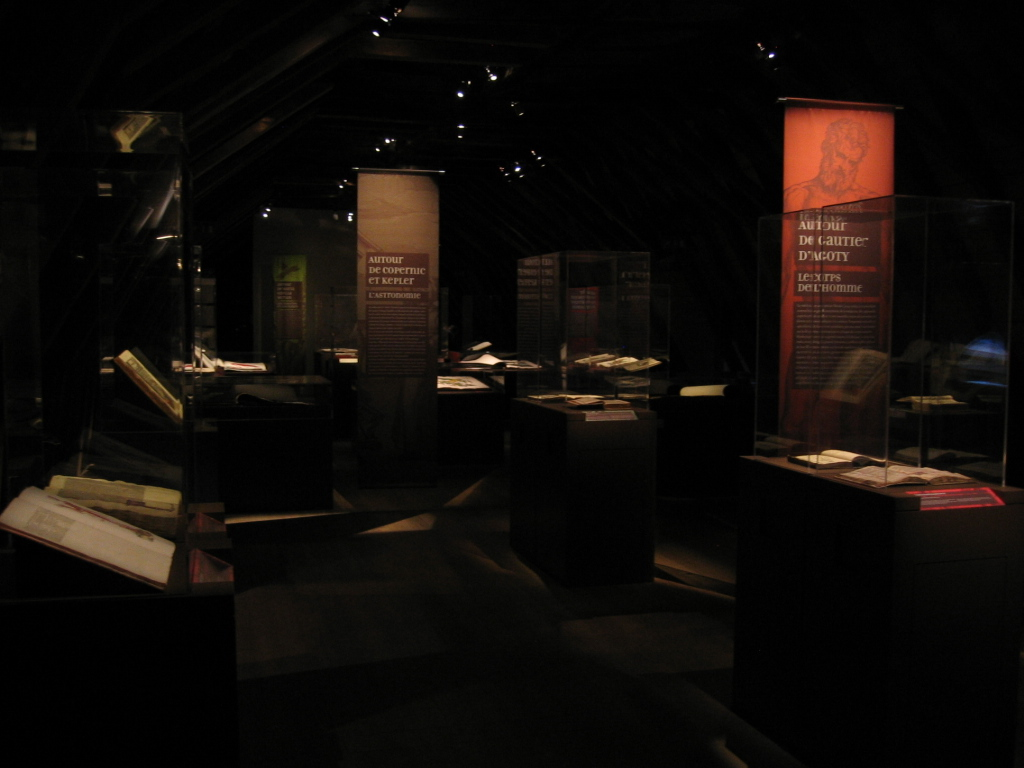
[Quoi ?]
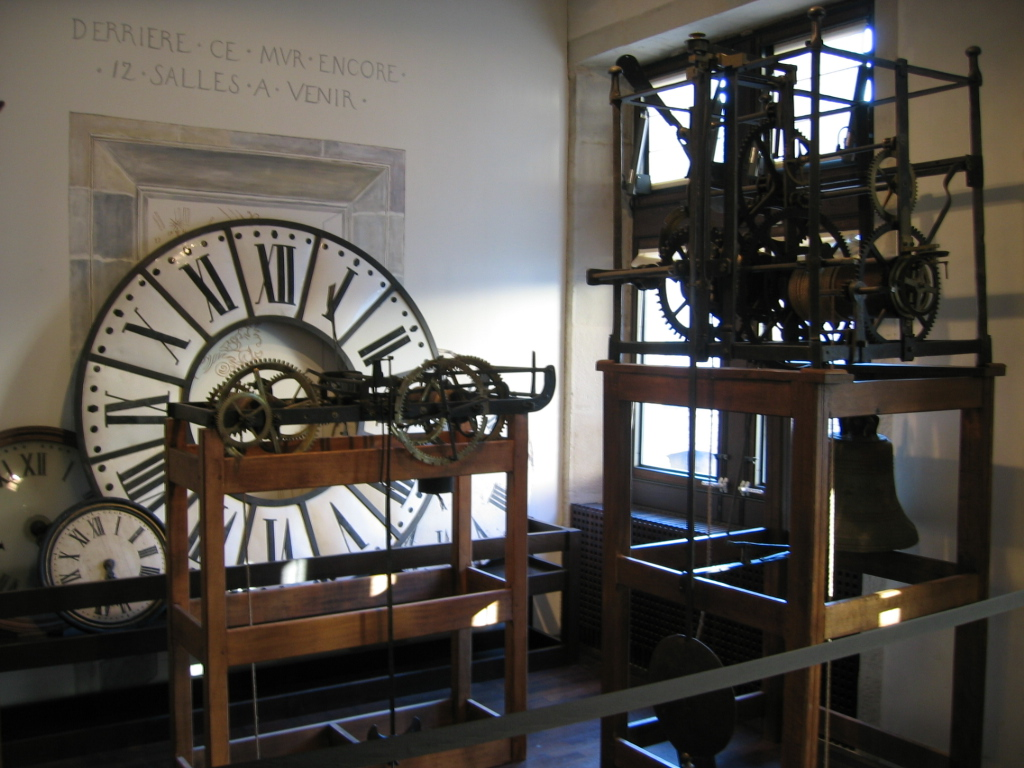
[Quoi ?]
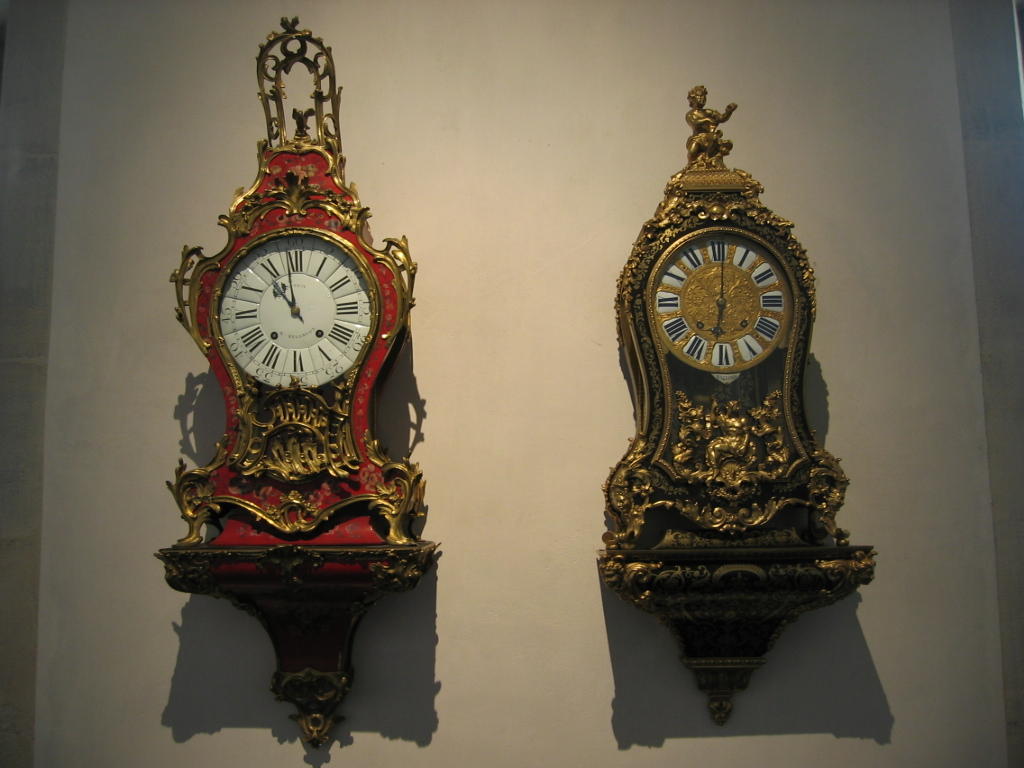
Deux cartels d'applique
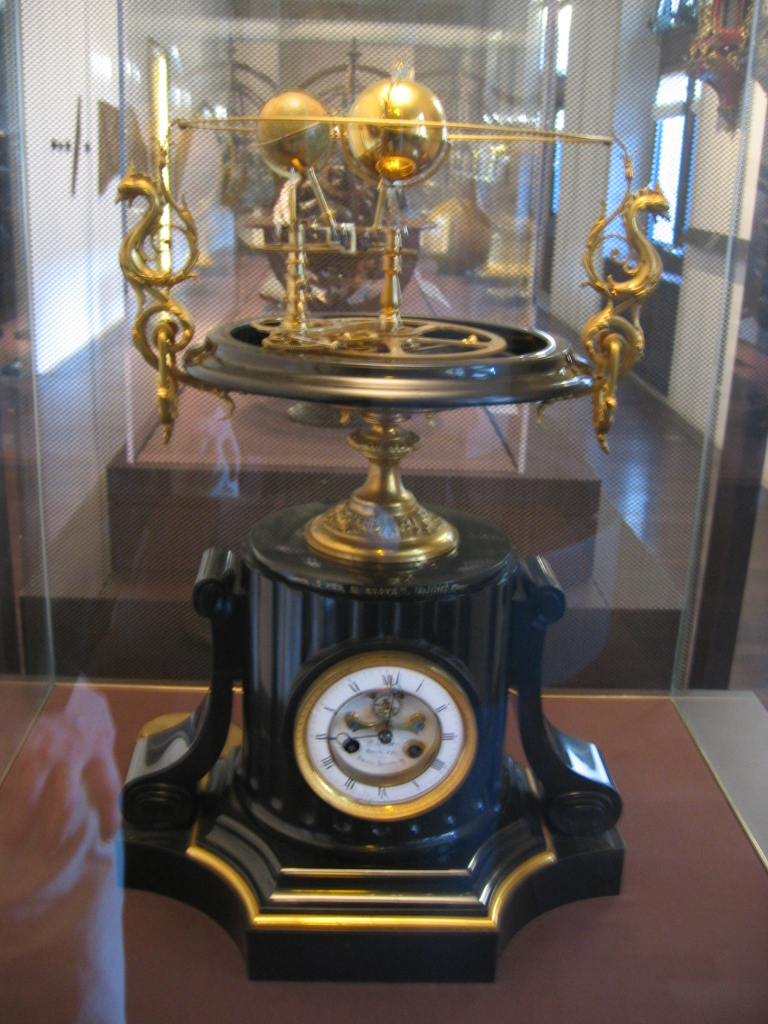
Pendule Lanfrey à planétaire
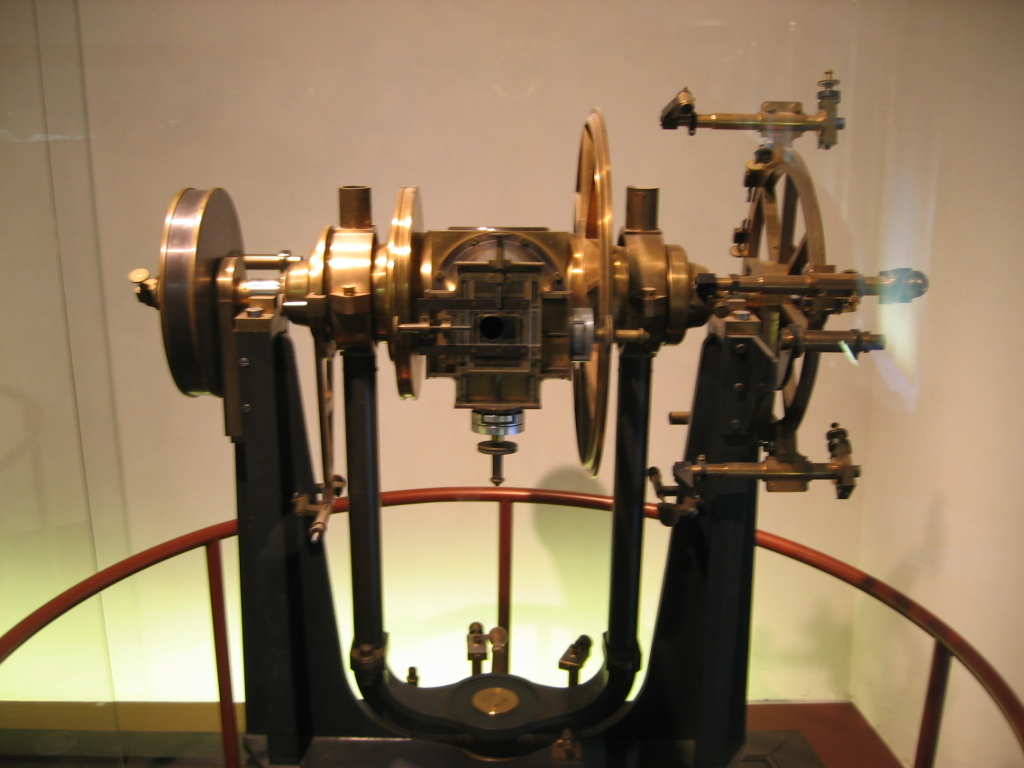
Méridienne Altazimuth
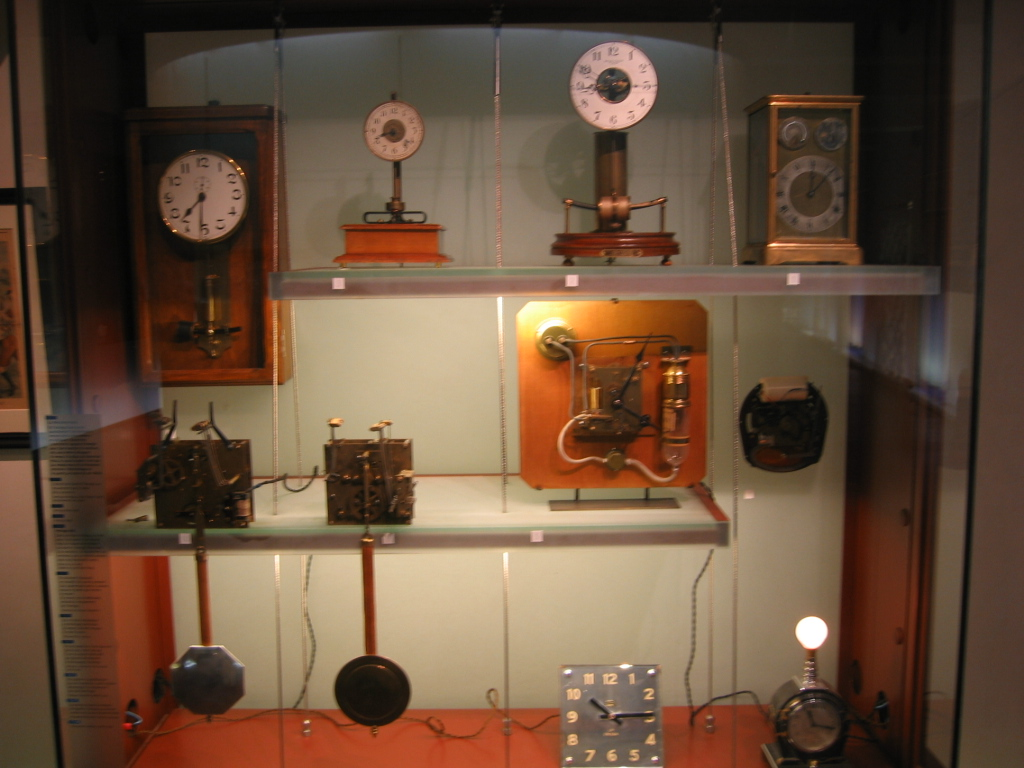
[Quoi ?]
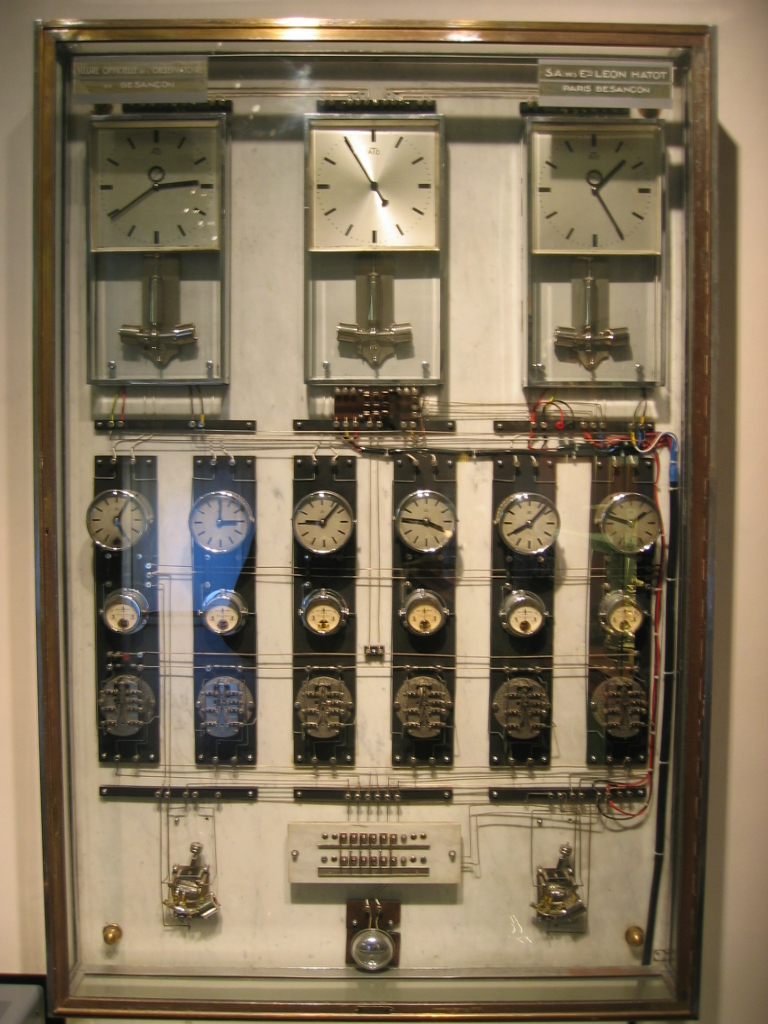
Tableau de diffusion de l'heure. Besançon, 1934.

### Collections
- L’Occident aux XVIe et XVIIe siècles (premier étage)

Sept immenses tentures du XVIIe siècle racontent l’histoire d’une vie d’exception, celle de Charles Quint. Au XVIe siècle, celui-ci était à la tête d’un immense empire sur lequel, disait-on, « le soleil ne se couche jamais ». Trois portraits particulièrement remarquables de Franc-comtois au service de Charles Quint : Nicolas Perrenot de Granvelle par Titien et Simon Renard et sa femme Jeanne Lullier par Antonio Moro :

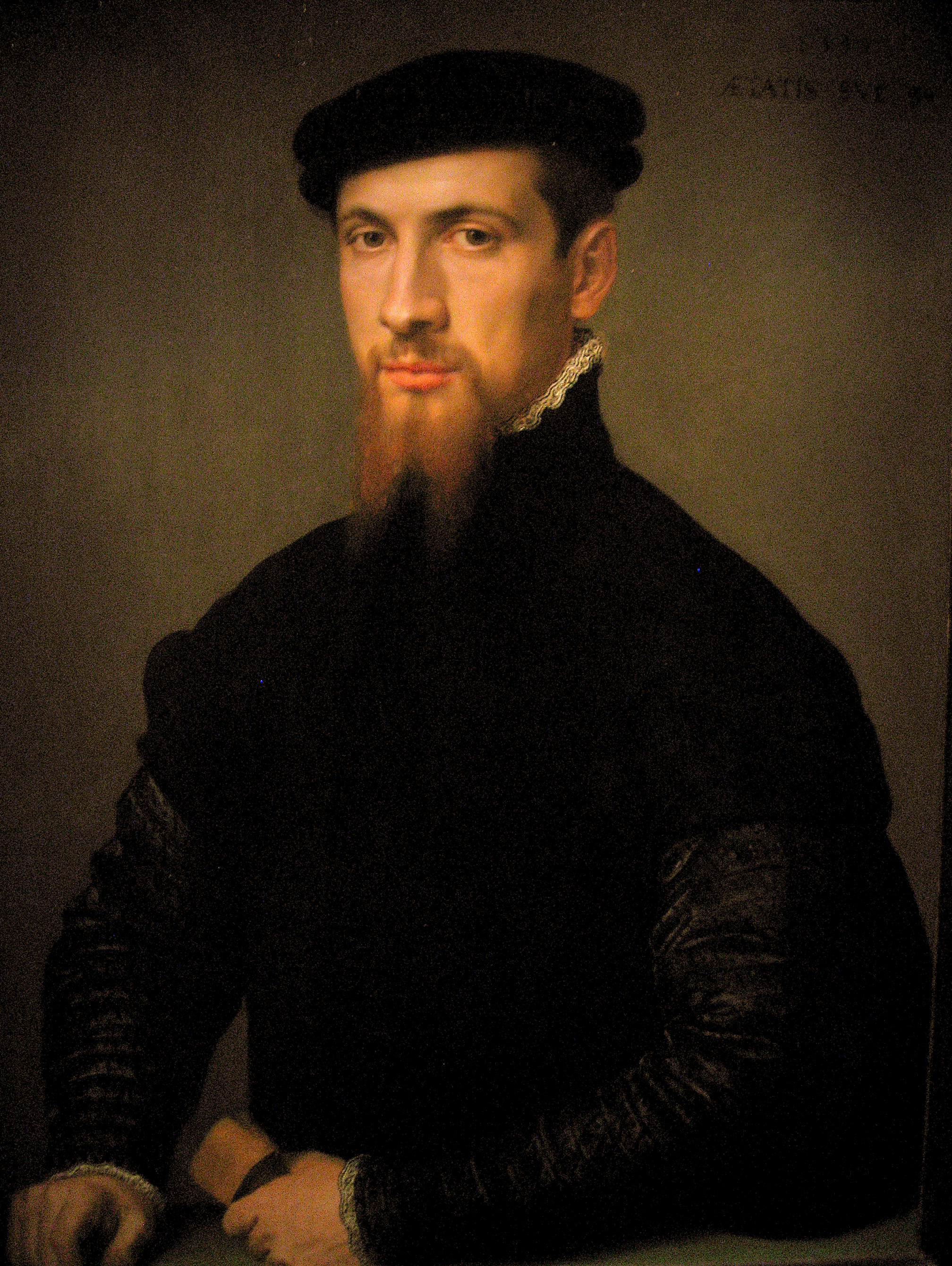
Portrait de Simon Renard de Bermont, Antonio Moro, 1560
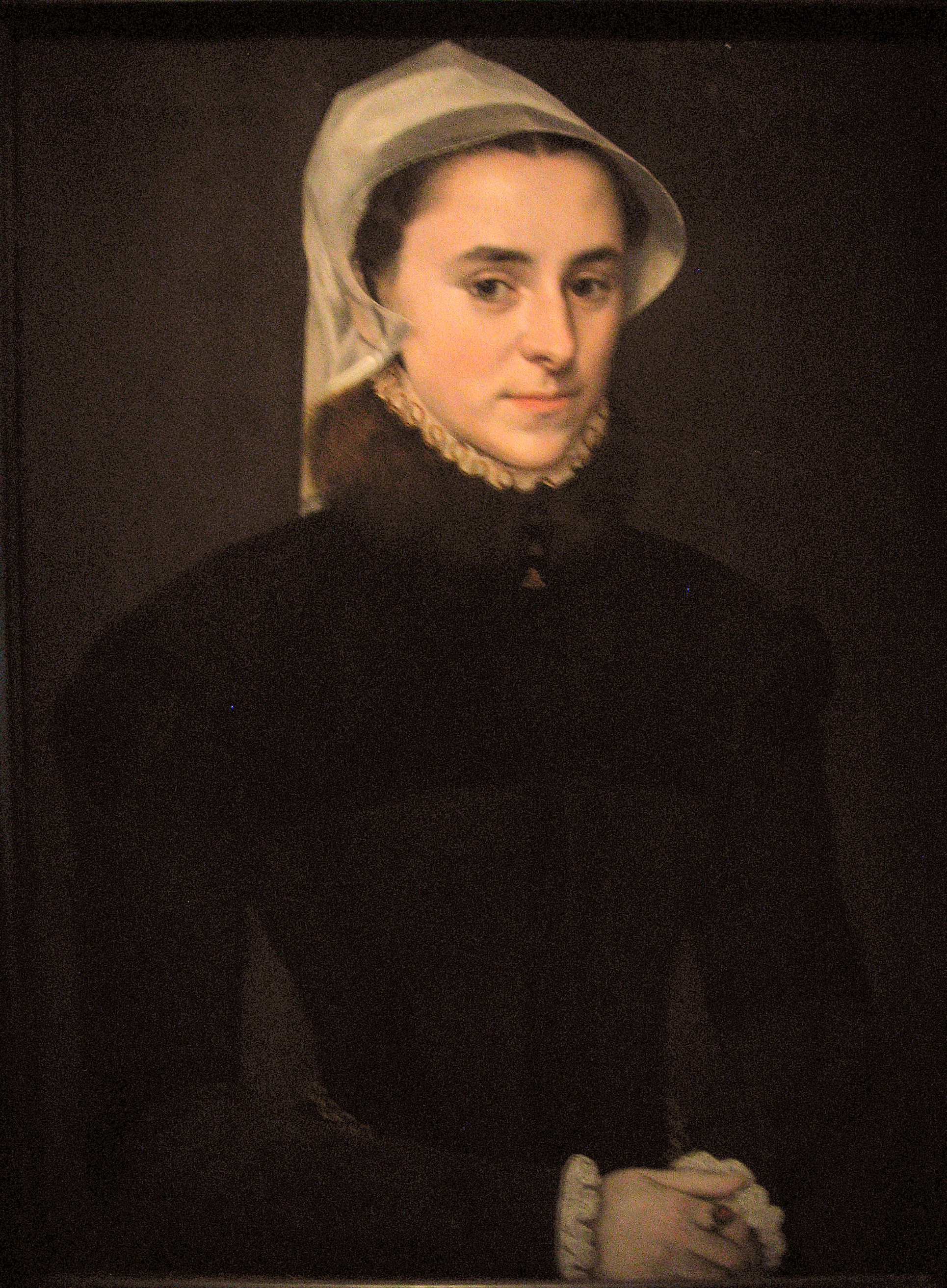
Portrait de Jeanne Lullier, femme de Simon Renard, Antonio Moro, 1557
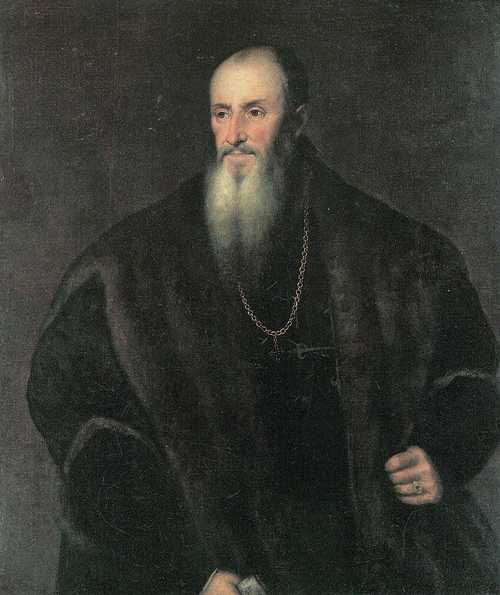
Portrait de Nicolas Perrenot von Granvelle, Titien, XVIe siècle

Cette collection présente le développement des sciences expérimentales. La nature et ses phénomènes deviennent objets d’observations systématiques. Pour réaliser ces expériences, des instruments sont inventés pour mesurer le poids, la température, la pression et la durée. Deux grands scientifiques travaillent sur la mesure du temps (Galilée et Huygens) et ouvrent la course à la précision.
Par ailleurs, une maquette suspendue au plafond propose deux représentations de l’univers, par Ptolémée puis Galilée. La sphère astronomique d’Antide Janvier, une des pièces maîtresses du musée, représente un modèle du monde que l’on voulait alors créé par un Dieu horloger. Puis les vitrines s’enrichissent de collections horlogères. En deux siècles, montres et horloges s’installent au cœur de la vie et de la pensée, entraînant l’évolution de l’organisation du travail et de la société.
- Le choc électronique des XXe et XXIe siècles (deuxième étage)

Une vitrine circulaire laisse deviner la présence d’une collection vedette : la « montre la plus compliquée du monde ». La Leroy 01 est un chef-d’œuvre, une « encyclopédie » unique des savoirs mécaniques. Les collections déployées le long des murs évoquent le recours à l’électricité pour améliorer les performances d’une horlogerie mécanique acharnée dans la course à la précision. Le rôle de Besançon - alors capitale de l’industrie horlogère française - et de son Observatoire astronomique sont présents dans cet épisode grâce à des instruments de mesure et de diffusion de l’heure. Le visiteur entend le son de ces instruments anciens en fonctionnement.
Au milieu du XXe siècle, un changement radical intervient : l’horloge mécanique est détrônée par l’irruption de l’électronique et du quartz. Cette forte rupture est nuancée par l’utilisation, au cœur des nouveaux dispositifs, d’un  phénomène déjà bien connu : la fréquence. Au gré des jeux, le visiteur découvre toutes sortes de fréquences : il retrouve celle du pendule, abordée au premier étage ; il découvre celles du cœur, du quartz et de l’atome. Deux tables approfondissent le propos, les thèmes sélectionnés : la piézo-électricité du quartz et la mise en œuvre des horloges atomiques. En fond de scène, des vitrines présentent les premières horloges à quartz et atomiques. Un second volume de vitrines complète ce dispositif, par une mise en scène paysagère du quartz et l’affichage d’une heure ultra précise.
La mesure du temps a toujours été la plus précise de toutes les mesures. C’est pourquoi elle a été utilisée pour mesurer l’espace (latitude, longitude) mais aussi le poids, la vitesse, la température, la pression… Aujourd'hui, les microtechniques, héritières de l’horlogerie, poursuivent cette aventure. À sa naissance au XVIe siècle, la montre était le premier objet microtechnique. Aujourd’hui, le résonateur à quartz l’aurait-il remplacé au cœur de notre monde technique ? Avec toujours un maître mot, la miniaturisation, pour continuer l’exploration du monde.
- Nanomonde : micro et nanotechnologie (deuxième étage)

Laboratoires et entreprises explorent déjà ce qu’il est convenu d’appeler le nanomonde, aux confins entre micro et nanotechnologies. Grâce au musée, ils présentent aux visiteurs les résultats de leurs travaux : mini-drones, micro-pinces, filtres à onde, capsules, implants, micro-laboratoires, sondes biomédicales… Galerie d’objets et tables pédagogiques offrent les indispensables explications sans lesquelles l’accès au nanomonde serait réducteur. Ce dernier n’a rien de magique : il est en effet la mise en œuvre d’une immense intelligence technique, que le visiteur est appelé à découvrir. L’homme, au cœur de ce monde, poursuit la découverte de l’univers dans lequel il vit.
Un dispositif relevant de la création artistique invite le visiteur à la réflexion sur les enjeux et les perspectives ainsi ouvertes. Des photos installées en fond de vitrines, agrandissant démesurément quelques-uns des objets exposés, renforcent l’invitation.

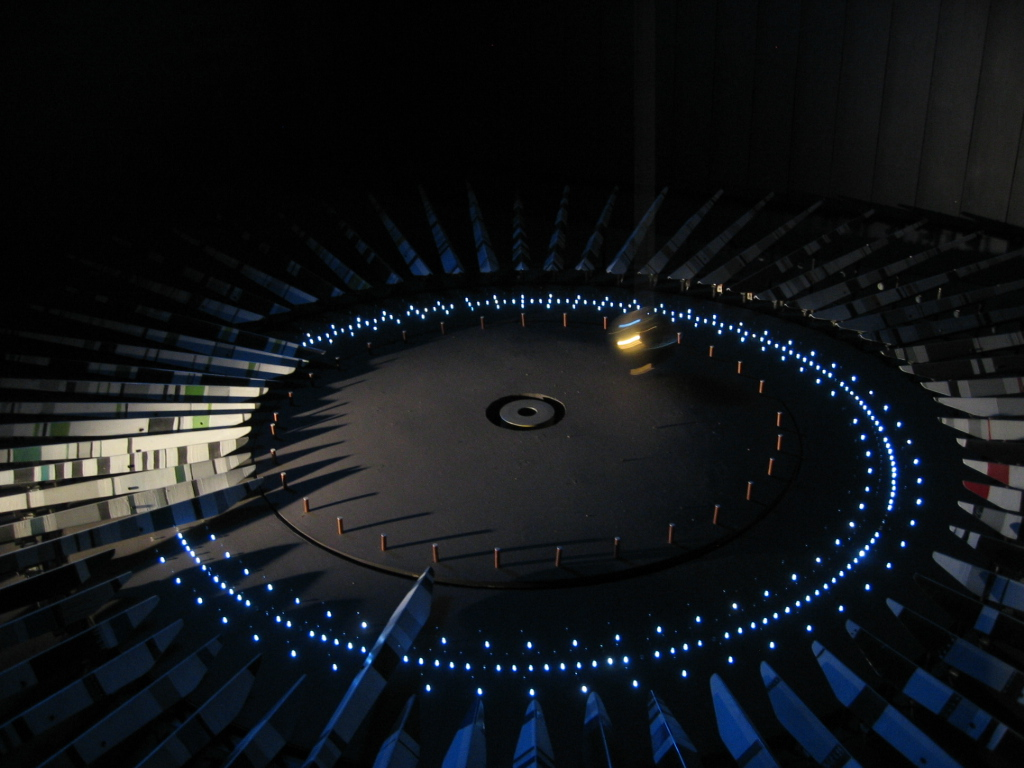
Pendule de Foucault

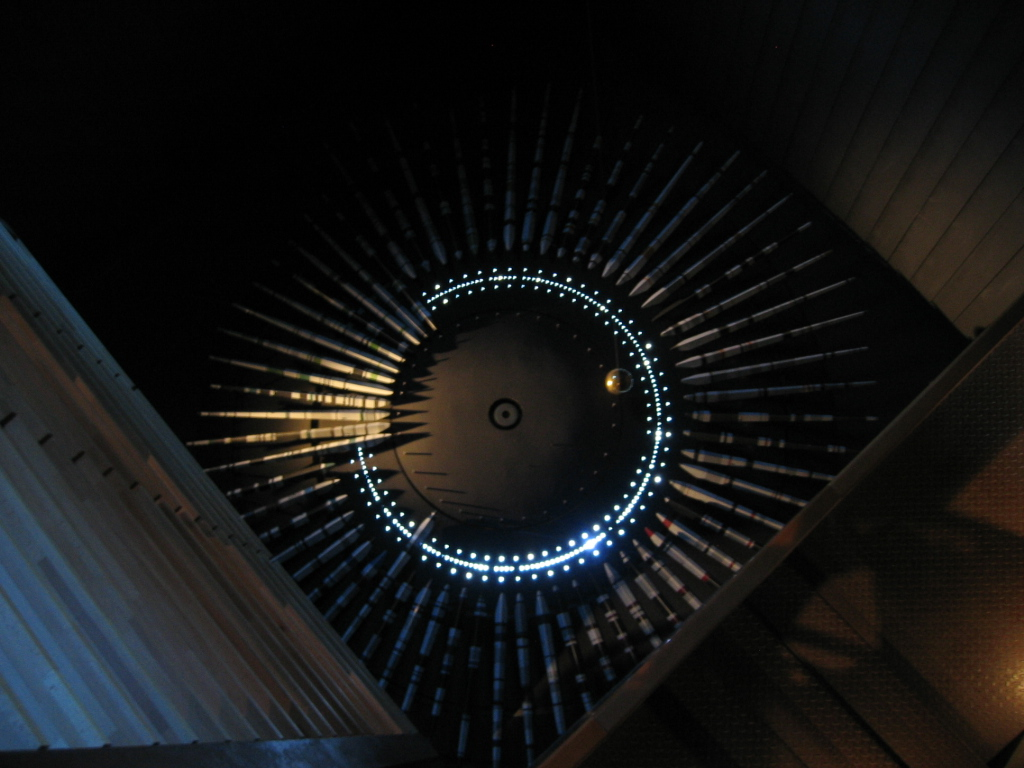
Pendule de Foucault

- Le pendule de Foucault (tour du palais)

Le musée a choisi de suspendre un pendule de Foucault de 13,11 mètres de haut à la charpente du dôme. Au sol, la table de lecture avec diamètre de 4,50 mètres a été mise en scène par le sculpteur Catherine Lévêque et réalisée par Jean-Marc Dumanchin. La conception scientifique et technique, d’une extrême précision, du pendule et des éléments de la table a été réalisée par Pierre Magnien et Jean-Jacques Boyer (École nationale supérieure de mécanique et des microtechniques de Besançon). Ce pendule, qui prouve la rotation de la terre sur elle-même, a une période de 7,3 s et un cycle de 32 h 36 min.
Les salles d'exposition sont constituées d'un remarquable mélange architectural d'ancien, de moderne et de design futuriste, de bois sombres, de vieilles pierres et poutres, d'aciers patinés ou maillés et d'épaisses parois de verre ou plexiglas, de câbles d'acier et d'éclairages et équipements multimédia dernier cri.
Les collections d'horlogerie du musée du Temps font partie des plus belles d'Europe en compagnie de celles présentées par les musées de l'horlogerie de La Chaux-de-Fonds (en Suisse frontalière) et de Morteau (Franche-Comté).
- L'horloge astronomique de Tarbes[2]. Œuvre d'art réalisée en bois, entre 1939 et 1950, par Jean Delle-Vedove (1907-2011), artiste ébéniste, sourd et muet[3].